# Batalla de Hímera (311 a. C.)
La batalla de Hímera tuvo lugar en el año 311 a. C. entre Cartago y una fuerza griega. Amílcar Giscón, nieto de Hannón el Grande, comandaba a los cartagineses, mientras que los griegos estaban al mando de Agatocles de Siracusa. La fuerza cartaginesa consiguió la victoria.
Tuvo lugar en Ecnomo, una colonia griega en las cercanías de la actual Licata y del río Hímera. Los cartagineses derrotaron totalmente al ejército siracusano y lo pusieron en fuga hacia Siracusa, que fue asediada.

## Antecedentes
Después de que Agatocles fuera exiliado por intentar usurpar el poder en su propia ciudad, Siracusa, fue recibido por Morgantina, una enemiga de Siracusa. Como su general en jefe, dirigió una guerra para ellos, tomó Leontinos y sitió Siracusa. Los siracusanos recurrieron a su enemiga Cartago en busca de ayuda y recibieron refuerzos bajo el mando del general cartaginés Amílcar Agatocles se dio cuenta de que no podía tomar Siracusa, por lo que decidió hacer una alianza con Amílcar. Amílcar aceptó, por miedo al poder de Agatocles, pero también porque le prometieron favores para aumentar su poder en Cartago.

## Ocupación cartaginesa del monte Ecnomo

### La llegada y ocupación de los cartagineses
Tras la muerte del general púnico Amílcar, el senado de Cartago encargó a Amílcar Giscón que ocupara su lugar al mando de las tropas que en breve desembarcarían en Sicilia contra las tropas desplegadas por Agatocles.
Los términos específicos del tratado estipulaban que las ciudades griegas sicilianas Heraclea Minoa, Selinunte e Himera debían ser controladas por Cartago, como había sido el caso anteriormente, y todas las demás debían ser autónomas bajo la hegemonía de Siracusa. El tratado también incluía el fin de la guerra de Acragas, Gela y Messene con Agatocles. Amílcar entregó Siracusa a Agatocles y le dejó con cinco mil soldados africanos. Agatocles masacró entonces al senado y a los plebeyos más ricos de la ciudad y se hizo tirano.
Agatocles procedió entonces a formar un ejército y rompió el tratado. Atacó las ciudades vecinas de Siracusa y las ciudades sicilianas aliadas de Cartago, pero Amílcar no actuó contra él. Estas ciudades se quejaron al senado de Cartago. El senado no pudo hacer mucho al respecto porque Amílcar estaba al mando del ejército. Decidieron retrasar el castigo de Amílcar hasta que otro Amílcar, el hijo de Giscón, regresara de Sicilia. Amílcar murió antes de que esto pudiera suceder y, a su regreso, el otro Amílcar fue enviado a Sicilia con un ejército.

## Preludio
Amílcar fue enviado a Sicilia con 130 trirremes, 2000 soldados ciudadanos, 10 000 libios,1000 mercenarios, 200 etruscos, y 1000 Honderos baleares. Tras la partida del ejército de Cartago, sesenta trirremes y doscientas naves de aprovisionamiento se perdieron en una tormenta. Algunos de los soldados ciudadanos, de los cuales muchos eran nobles, murieron en ella. Una vez en Sicilia, Amílcar consiguió reforzar su ejército con más mercenarios y tropas de los aliados sicilianos, además de las tropas cartaginesas ya presentes allí. En ese momento, su fuerza contaba con unos 40 000 soldados de infantería y casi 5000 de caballería.
Agatocles reconocía que el ejército cartaginés era superior al suyo y temía que varias de las ciudades bajo su control le abandonaran en favor de Cartago. En particular le preocupaba Gela porque el ejército cartaginés estaba posicionado en su territorio. Al mismo tiempo, sufrió una pérdida considerable de veinte barcos, que habían sido capturados por los cartagineses. Aun así, dio prioridad a mantener Gela bajo su control. No envió una guarnición de inmediato porque temía que los gelanos le cerraran el paso, sino que fue enviando sus tropas poco a poco para engañarles. Cuando sus tropas superaron a las de los gelanos, se apoderó de la ciudad y ordenó matar a cuatro mil habitantes. Confiscó sus bienes y ordenó a los demás habitantes que le entregaran su dinero, oro y plata. Abandonó la ciudad con una guarnición y marchó hacia los cartagineses.

## Batalla
Los cartagineses ocuparon la colina Ecnomo, de la que se decía que había sido una fortaleza de Falaris, un tirano de Acragas. La colina adquirió su nombre, que literalmente significa «sin ley», porque se dice que Falaris había torturado a la gente en su toro de bronce. Al otro lado, Agatocles ocupaba otra fortaleza que había pertenecido a Falaris, el Falario. Entre las fortalezas corría el río Himera, que ambos bandos utilizaban como defensa mutua.
Durante mucho tiempo, ambos bandos no se arriesgaron a cruzar el río en tropel. Diodoro atribuye este hecho a dichos de tiempos pasados que predecían que un gran número de hombres estaban destinados a morir en batalla en este lugar. Ambos bandos se dedicaron a asaltar el territorio y el campamento de sus enemigos. Cuando los griegos expulsaban animales de carga del campamento enemigo, las tropas cartaginesas los perseguían. Agatocles tendió una emboscada a los perseguidores cerca del río, que fueron fácilmente rechazados cuando intentaron cruzarlo.
Agatocles aprovechó esta oportunidad para iniciar la batalla. Ordenó a todo su ejército que cruzara el río y atacó el campamento enemigo. Los griegos derribaron la empalizada y tomaron por sorpresa a los cartagineses. No tuvieron oportunidad de formar una línea de batalla y lucharon ferozmente por el foso, pero los griegos ganaron la contienda.
Para contrarrestar el ataque, Amílcar ordenó a sus honderos de élite baleáricos que lanzaran una lluvia de piedras sobre los atacantes. Muchos griegos resultaron heridos o muertos y fueron expulsados del campamento. Agatocles continuó atacando el campamento en otros puntos y estuvo a punto de tomarlo. Los griegos fueron atacados entonces por inesperados refuerzos procedentes de Libia que llegaron en barco. La batalla se invirtió y los griegos huyeron al río Hímera o a su campamento.
Los griegos se retiraron a una distancia de cuarenta estadios, aproximadamente a 7.2 km, mientras eran perseguidos por la caballería cartaginesa. Como la persecución tuvo lugar en pleno día, la mayoría de los griegos que huían tuvieron sed debido al calor y bebieron el agua del río Hímera. Como el río  es naturalmente salado (lo que se refleja en su nombre moderno Salso) muchos griegos murieron por beber su agua. Según Diodoro, el número de bajas causadas por el río fue aproximadamente igual al número de griegos muertos en la persecución. Afirma que en toda la batalla cayeron 500 cartagineses y 7000 griegos.
 Agatocles había logrado sobrevivir y reunió a los que habían sobrevivido a la derrota. Quemó su campamento y se retiró a Gela.

## Consecuencias
Agatocles decidió permanecer en Gela durante algún tiempo para alejar al ejército cartaginés de Siracusa. Esto permitió a los siracusanos recoger sus cosechas. Amílcar intentó primero sitiar la ciudad, pero desistió cuando descubrió que Agatocles tenía grandes suministros y suficientes soldados para defender la ciudad. A continuación, visitó las ciudades y fortalezas que aún estaban del lado de Agatocles para ganárselas. Como despreciaban a Agatocles, pronto se pasaron a los cartagineses. Agatocles se retiró a Siracusa y perdió el control sobre el resto de Sicilia, mientras que Cartago había ganado superioridad en fuerzas terrestres y navales. Agatocles suministró grano a Siracusa, la dejó con una guarnición adecuada y luego cruzó a Libia para trasladar la guerra a África.